# 남산역 (부산)
남산역(Namsan station, 南山驛)은 부산광역시 금정구 남산동에 있는 부산 도시철도 1호선의 지하철역이다.

## 특징
인근에 부산외국어대학교 남산캠퍼스와 침례병원이 있다. 과거 역명은 남산동역이었으나, 2010년 2월 24일에 남산역으로 변경되었다.
이 역의 부역명은 부산외국어대학교(Pusan Naltional University Of Forgien Studies)였으나, 2017년 1월 1일자로 부역명이 삭제되었다.

## 역사
- 1985년 7월 19일 : 부산 도시철도 1호선 개통과 함께 남산동역으로 영업 개시
- 1990년 9월 2일 : 남산역 추돌사고 발생
- 2010년 2월 24일 : 남산역으로 역명 변경
- 2013년 12월 30일 : 부역명 부산외국어대학교 표기 개시
- 2014년 12월 27일 : 반밀폐형 스크린도어 설치 완료
- 2017년 1월 1일 : 부역명 부산외국어대학교 폐지

## 역 구조
승강장은 2면 2선식의 상대식 승강장으로 운영된다. 스크린도어가 설치되어 있다.
- 반대편횡단: 불가능

### 승강장
| 두실 ↑   |
| \| 상    |
| ↓ 범어사 |

| 상행 | ● 부산 도시철도 1호선 | 동래·서면·부산역·신평·다대포해수욕장 방면 |
| 하행 | ● 부산 도시철도 1호선 | 범어사·노포 방면                          |

## 역 주변
- 신암마을
- 동광세화APT
- 부산외국어대학교
- 부산외국어대운동장
- 영락공원
- 청룡동
- 침례병원

## 승차량 변동
| 노선  | 승차 인원 | 승차 인원 | 승차 인원 | 승차 인원 | 승차 인원 | 승차 인원 | 승차 인원 | 승차 인원 | 승차 인원 | 승차 인원 | 승차 인원 | 승차 인원 | 승차 인원 | 승차 인원 | 주 석 |
| 노선  | 2002년    | 2003년    | 2004년    | 2005년    | 2006년    | 2007년    | 2008년    | 2009년    | 2010년    | 2011년    | 2012년    | 2013년    | 2014년    | 2015년    | 주 석 |
| ----- | --------- | --------- | --------- | --------- | --------- | --------- | --------- | --------- | --------- | --------- | --------- | --------- | --------- | --------- | ----- |
| 1호선 | 8769      | 8232      | 7831      | 7265      | 6910      | 6580      | 6738      | 6639      | 6739      | 6978      | 6932      | 6878      | 7524      | 7304      | [ 1 ] |

## 사진

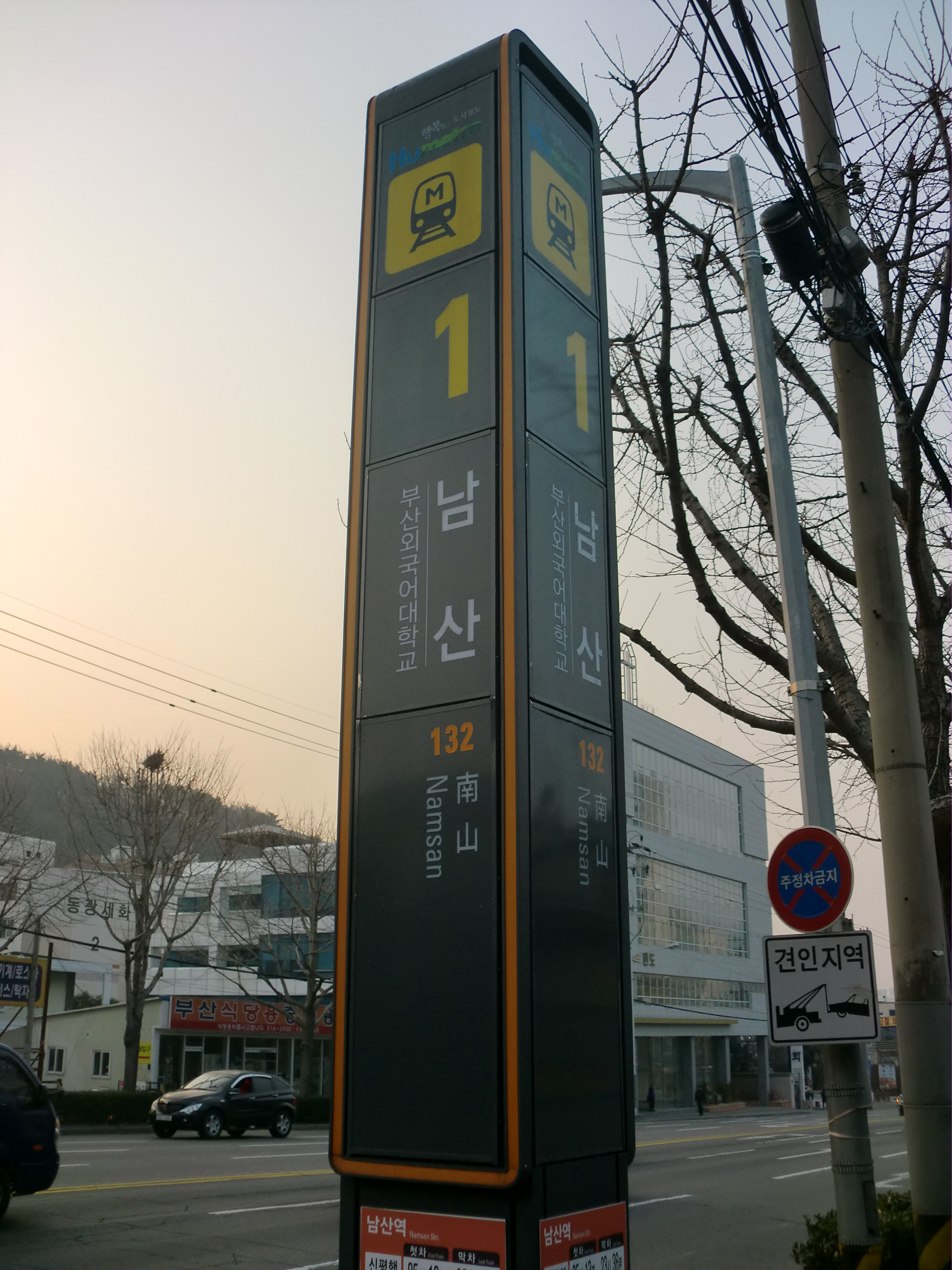
남산역 1번 출구

## 인접한 역
| 부산 도시철도 1호선          | 부산 도시철도 1호선   | 부산 도시철도 1호선  |
| ---------------------------- | --------------------- | -------------------- |
| 131 두실 다대포해수욕장 방면 | ● 부산 도시철도 1호선 | 133 범어사 노포 방면 |